# Distretto di Ordubad
Il distretto di Ordubad (in azero: Ordubad rayon) è un distretto dell'Azerbaigian. Il distretto, che fa parte della Repubblica Autonoma di Naxçıvan, ha come capoluogo la città di Ordubad.